# 1949 في الأرجنتين
فيما يلي قوائم الأحداث التي وقعت خلال عام 1949 في الأرجنتين.

## رياضة
- 1 يناير – دوري الدرجة الأولى الأرجنتيني 1949 الفائز نادي راسينغ.

## مواليد

### يناير
- 1 يناير – ريكاردو كابوتو
- 1 يناير – كارلوس بيسيرا سياسي أرجنتيني.
- 1 يناير – لويس فافر
- 26 يناير – خورخي كاردوسو موسيقي أرجنتيني.
- 31 يناير – روبن بانيانيني لاعب كرة قدم أرجنتيني.

### فبراير
- 21 فبراير – إنريكي وولف لاعب كرة قدم أرجنتيني.
- 23 فبراير – سيزار أيرا

### مارس
- 16 مارس – سيرجيو دينيس مغني أرجنتيني.

### أبريل
- 26 أبريل – كارلوس بيانكي مدرب، ولاعب كرة قدم أرجنتيني.

### مايو
- 3 مايو – ليوبولدو لوكي لاعب كرة قدم أرجنتيني.
- 9 مايو – أدريان باينزا

### يونيو
- 16 يونيو – خايرو مغني أرجنتيني.

### يوليو
- 8 يوليو – سيلفيو فوغل لاعب كرة قدم أرجنتيني.

### أغسطس
- 19 أغسطس – خوليو كاريراس كاتب أرجنتيني.

### سبتمبر
- 3 سبتمبر – خوسيه بيكرمان لاعب كرة قدم.
- 18 سبتمبر – ميغيل أنخيل توما سياسي أرجنتيني.
- 20 سبتمبر – كارلوس بيبغتون لاعب كرة قدم أرجنتيني.

### أكتوبر
- 1 أكتوبر – غويلرمو كوبولا رجل أعمال أرجنتيني.
- 19 أكتوبر – يوجينيو زانتي
- 22 أكتوبر – رولاند لوكاتيللي مجدف أرجنتيني.
- 23 أكتوبر – اوسكار مارتينيز ممثل أرجنتيني.

### نوفمبر
- 29 نوفمبر – ماريانا كار ممثلة مكسيكية.

### ديسمبر
- 21 ديسمبر – دانييل كيلر لاعب كرة قدم أرجنتيني.

## وفيات

### أبريل
- 4 أبريل – لوكاس بريدغز (مواليد 1874)

### يوليو
- 5 يوليو – رودولفو غونزاليس باتشيكو (مواليد 1883) كاتب أرجنتيني.

### ديسمبر
- 23 ديسمبر – ماريا سانتوس (مواليد 1899) ممثلة أرجنتينية.